# Obra póstuma
Una obra póstuma (del término latín póstumo: post+humus = después del entierro; abrev. OP) es una obra creativa que ha sido publicada solo después de la muerte de su autor, bien en su versión original bien en una versión alterada o actualizada. Puede darse por dos motivos principales: una circunstancia involuntaria, ya sea durante el desarrollo de la obra o anterior a su publicación (desde problemas económicos a causas de fuerza mayor, encarcelamiento, desaparición, etc.), o bien a raíz de una decisión voluntaria (por motivos profesionales, como la autocrítica artística, o personales, familiares, políticos, religiosos y otros que afectan la disposición del autor para terminar o publicar su obra).
Cuando se trata de persecuciones políticas o religiosas, algunos autores han optado por publicar su obra como creación anónima durante su vida, y su identificación solo se ha hecho posteriormente a su fallecimiento; si bien en otros casos tal acción hubiera puesto en peligro la vida del autor o a su entorno (sobre todo si se conociera o se intuyera su identidad verdadera aun sin identificarse o adjudicarse la autoría), por lo que han preferido que su obra fuera publicada póstumamente. Con todo, lo más común en las obras póstumas es una circunstancia involuntaria, siendo esta en la mayoría de casos la muerte del autor.
Las obras póstumas han ejercido gran influencia interdisciplinaria y cultural en las artes plásticas, en disciplinas como la pintura, la escultura o el grabado, como también en la fotografía y la impresión, siendo el tema de ensayos e investigaciones en ámbitos como la historia del arte, la economía y el derecho, y han tenido impacto en el desarrollo de las prácticas artísticas. Al igual que en las artes escritas (aunque quizá no con tanta trascendencia), algunas obras póstumas se desarrollaron a partir de modelos originales tras la muerte del artista original. En los últimos años ha habido un creciente mercado para obras póstumas y obras basadas en trabajos póstumos en estas disciplinas.
En las artes escritas (literatura, poesía, obras musicales, obras de teatro, etc.), una publicación póstuma puede derivar en una versión más elaborada a partir de la obra original (a veces muy desviada, manteniendo solo la idea nuclear o ciertos elementos del trabajo original). Este puede ser el caso también de los trabajos de investigación, ensayos académicos y similares. En ocasiones, desde la percepción pública, algunas publicaciones póstumas pueden por tanto considerarse controvertidas o polémicas, sobre todo cuando se cree (con o sin razón) que el autor no hubiera querido que su obra fuera publicada o no hubiera aprobado la versión publicada. Jurídicamente, las normativas de muchos países aún no han logrado regular las disposiciones que afectan la totalidad de las circunstancias que se pueden dar en este tipo de obras, que a su vez dependen de jurisprudencias, muchas veces contradictorias, bajo el mismo sistema legal.
En muchos trabajos escritos, la locución obra póstuma forma parte del título de la obra tras su publicación, una costumbre que se ha dado desde el comienzo de la Edad Moderna (existen títulos semejantes de los siglos XVI y XVII), y ha perdurado hasta nuestros días.

## Excepciones al término
Cuando se habla de ciertos tipos de obras de arte definidas como póstumas, es importante distinguir entre una obra de autoría póstuma y una obra que trata póstumamente del protagonista u objeto de la misma. La definición de una obra de arte póstuma como concepto jurídico, y de uso común en la mayoría de disciplinas, es la de obra publicada tras la muerte de su autor; si bien en algunos campos el uso de «póstumo» puede referirse a la segunda interpretación.
Este es el caso de los retratos póstumos, una especialidad pictórica dedicada a la realización de retratos de la persona objeto de la obra tras su muerte. Esta práctica se hizo común a partir de principios del siglo XIX, y tuvo gran aceptación sobre todo en Estados Unidos, donde fue ejercida por artistas autodidactas, en un principio a partir de descripciones verbales (haciendo complicada la realización de retratos fieles a la realidad), si bien a partir de la introducción de la fotografía hacia mediados del siglo, pasarían a basarse en instantáneas tomadas durante la vida del difunto. Hoy en día, cuando se usa la locución «retrato póstumo», en la mayoría de casos se refiere a este tipo de obras.
Un uso similar del término se aplica en el campo de la fotografía póstuma (o fotografía post mortem), siendo la práctica de fotografiar al recién fallecido. De lo contrario, se usaría términos como publicación póstuma de fotografías o impresión póstuma desde carretes y placas (por ejemplo, si fueran tomadas por el fotógrafo pero nunca reveladas). Existen más ejemplos de este uso del término, más específicos, como para las estatuas dedicadas al emperador alemán Guillermo II, cuya gran mayoría fueron realizadas tras su muerte en 1888. En este caso se ha usado en la literatura alemana la terminología «escultura póstuma», refiriéndose a la realización de las estatuas posteriormente a la muerte del káiser (dejando la interpretación del término en la ambigüedad, ya que se ha usado también para la acepción común).

## Circunstancias de la publicación
La situación de una obra póstuma depende de las circunstancias de su publicación, pudiendo resultar sencillo o más complejo de tratar desde un punto de vista público, moral y legal (a saber, la atribución los derechos de autor). Existen varias situaciones en las que se puede desarrollar o publicarse una OP, entre ellas:
- Obra publicada por un representante legal del autor tras su muerte (ya sea por herencia familiar, testamento, una persona previamente autorizada o un beneficiado asignado por ley).
- Obra publicada por una persona no explícitamente autorizada por el autor, tras su muerte, con la que se sabe que tenía relaciones directas y, por tanto, podría en algunas legislaciones beneficiarse de los derechos de autor.
- Obra publicada póstumamente, en la que se reconoce por separado al autor y a la persona física o jurídica que tiene el derecho a la propiedad intelectual. Este podría ser el caso de obras descubiertas en las dependencias de una institución académica, habiendo sido escritas por un miembro fallecido de la institución (o que haya desarrollado su trabajo bajo un contrato laboral con la misma). En este caso se reconocería la autoría del difunto, si bien los derechos de autor podrían pertenecer a la propia institución.
- Obra publicada tras la muerte del autor sin su autorización (oficialmente conocida) ni en circunstancias específicas (como la anterior).
- Obra que al publicarse se sospecha de una autoría póstuma, pero sin indicio claro o resolución judicial al respecto. En este caso puede calificarse como obra anónima o u obra póstuma, según la circunstancia.
- Obra basada en una obra inacabada del autor original: tratándose de un desarrollo posterior al trabajo original del autor, hallado sin acabar y retomado por otras personas, se dan varias situaciones legales dependiendo del contexto en el que fue hallada la obra y la existencia o no de personas con los derechos de autor.
- Obra póstuma anónima (acabada o no): cuando se conoce al autor pero no oficialmente; sería obra póstuma de facto y anónima de iure.
- Obra escrita por más de un autor, habiendo fallecido uno de ellos antes de su terminación o publicación, dándose uno de los siguientes casos:
  - El autor fallecido había delegado sus derechos a terceros (sea/n el/los otro/s autor/es o cualquier otra persona, esté o no directamente relacionada con la obra);
  - Se desconoce si el autor fallecido había traspasado los derechos;
  - La autoría del fallecido no es reconocida por uno o más del/los otro/s autor/es;
  - La obra ha sido publicada por el/los otro/s coautor/es con su contenido alterado, sin o con permiso del autor fallecido.
- Situaciones más complejas:[5]
  - Obra basada en una obra póstuma, con o sin acabar, sin el debido reconocimiento de la propiedad intelectual por parte del autor o editor de la obra publicada. En estos casos se debe probar la extensión, grado y relevancia de la obra original (desde una idea básica a todo un desarrollo literario o artístico). Los casos de una obra basada en otra póstuma no están del todo regulados y pueden dar lugar a litigios (por infracción de derechos de autor o apropiación ilícita de la propiedad intelectual), y en algunos casos ser constituidos de delitos.

### Obra acabada no publicada
En la mayoría de casos que tratan de obras acabadas, lo habitual es que sean obras cuya publicación hubiera sido deseada por el autor (la mayoría de obras se escriben para ser publicadas). Estas obras pueden hallarse en una de varias situaciones: estado preliminar (acabadas, pero aún sin revisar o corregir); revisadas (en el caso de obras escritas; en inglés: proofreading) pero no editadas o adaptadas al formato de su publicación; editadas pero no impresas (en caso de obras escritas o fotográficas); o preparadas del todo a falta de ser publicadas (legalmente siendo más fácil de tratar, habiéndose iniciado muchas veces los trámites para su publicación antes del fallecimiento del autor).
Algunas obras póstumas en esta última fase son el musical Rent de Jonathan Larson, quien murió el día anterior a su estreno en el circuito off-Broadway, y la primera y segunda novelas de la saga Millennium, entregadas por el escritor sueco Stieg Larsson a su editorial poco antes de morir. Su tercera novela de la saga había quedado prácticamente acabada, faltando algunos retoques y detalles que ultimar, y tuvo que ser completada antes de publicarse junto a las otras; más allá de las obras póstumas de Larsson en esta saga, esta sería completada por cuatro volúmenes adicionales escritos por otros dos autores suecos (obra original de estos). Por otra parte, el conjunto Obras Póstumas de Nicolás Fernández de Moratín fue corregido y por su hijo, el también dramaturgo Leandro Fernández de Moratín, antes de ser entregados los manuscritos a la imprenta de la Viuda de Roca de Barcelona.

### Obra póstuma inacabada
Las obras inacabadas de autores fallecidos han tenido un papel importante en la historia del desarrollo de las artes y las ciencias, con profundas influencias en algunas disciplinas, habiendo inspirado a otros en sus propios trabajos. Las circunstancias por las que una obra podría quedar sin acabar no son distintas a las de otras obras póstumas, muchas veces debiéndose a la muerte del autor (varios artistas y ensayistas destacados a lo largo de la historia habían fallecido antes de acabar su trabajo), mientras que otras veces fueron sencillamente dejadas de lado por decisión consciente (habiendo o no procedido a otras obras posteriores, que sí serían terminadas e incluso publicadas durante la vida del autor). En ocasiones, por tanto, la publicación de este tipo de trabajos (bien en su estado inacabado bien terminados por otros) podría no haber coincidido con la voluntad del autor durante su vida; aunque también en casos en los que ha quedado patente que el abandono de la obra fuera por voluntad del autor, su publicación puede en ocasiones ser considerada apropiada por el bien común.
En algunas disciplinas, la publicación póstuma de una obra inconclusa en sí puede considerarse valiosa. Es el caso de los tratados científicos, donde se han publicado teorías y problemas sin terminar, convirtiéndose en parte del conocimiento teórico en estos campos. También una pintura puede llegar a publicarse en su estado original (inacabado), bien por su valor intrínseco bien como ensayo artístico (por ejemplo, para demostrar el proceso creativo o la técnica subyacente). El ejemplo más famoso de una pintura póstuma inacabada es la Monna Lisa de Leonardo da Vinci (véase a continuación). Por el contrario, una obra de teatro o una sinfonía, para poder ser puesta en escena o interpretada, debe ser terminada por otros (salvo cuando sirve como una pieza dentro de una obra mayor). En la literatura, ha habido múltiples trabajos terminados por otros escritores; cuando se trata de piezas íntegras, su consideración como obra póstuma depende del peso que supone la obra original dentro del trabajo publicado. A su vez, las obras de arquitectura inacabadas (un ejemplo sería la Sagrada Familia en Barcelona) rara vez podrían considerarse obras póstumas, ya que están al alcance del público ya durante su construcción.
Cuando se trata de una serie o secuencia (de obras, volúmenes, episodios, etc.), esta puede contar con algunas partes póstumas (tras la publicación de las primeras en vida del autor), en cuyo caso se consideraría una serie inacabada. Si una de estas piezas en sí ha quedado sin acabar, se trataría de obra póstuma inconclusa dentro del conjunto. Por ejemplo, en el caso de La Astrea de Honoré d'Urfé, sus primeras tres partes fueron publicadas por el escritor marsellés, mientras que la cuarta, inacabada, fue terminada y publicada ya post mortem por su secretario y dramaturgo Balthazar Baro. Las últimas partes de esta novela río (denominada por algunos «novela de las novelas») serían escritas posteriormente ya por otro autor.
Las obras póstumas inacabadas pueden haber sido publicadas en su estado original tras la muerte del autor, para luego ser editadas o completadas por otros. La Sinfonía Inacabada de Franz Schubert (fallecido en 1828) solo vería la luz a finales de 1865 en Viena, después de que Johann von Herbeck la estrenara, completándola con un movimiento del finale de la Sinfonía n.º 3 del propio Schubert. A veces transcurre mucho tiempo hasta que este tipo de piezas finalmente se publican, sobre todo cuando son obras perdidas recuperadas años, décadas y hasta siglos después. Famoso es el caso de El caballero Hector de Sainte-Hermine, última gran novela conocida de Alejandro Dumas, que, tras ser hallada en 1990, solo sería completada como la tercera parte de la trilogía napoleónica y publicada por Claude Schopp en 2005.

### Publicación intencionalmente aplazada
La publicación de una obra póstuma puede ser el resultado de una decisión consciente del autor, quien ha preferido que su obra viera la luz solo después de su muerte (normalmente ocurre en obras literarias por miedo o temor del autor a la crítica, la censura, el acoso o la persecución debido a su contenido). En este respecto, el autor puede haber dejado instrucciones concretas, traspasado los derechos de autor, dejado la decisión en manos de sus herederos o simplemente dejado su obra al alcance de quien pudiera publicarla con posterioridad.
Un ejemplo es la novela Maurice de E. M. Forster, que trata de una historia de amor entre dos hombres en la Inglaterra eduardiana de principios del siglo XX. Foster terminó su primer borrador en 1913, época en la que la homosexualidad en el Reino Unido era ilegal, y aunque falleciera después de su despenalización en 1967, eligió no publicar el libro en vida por «la gran conmoción y los alborotos que seguramente suscitaría». La novela fue finalmente publicada en 1971, solo unos meses después del fallecimiento de Forster y sin que haya provocado mayor escándalo. Otro ejemplo es el libro infantil Hooray for Diffendoofer Day! de Dr. Seuss, que no fue publicado por el temor de este a la crítica por parte de la comunidad educativa, aunque sí confiara en su mujer su deseo que algún día viera la luz. Tras su muerte se recuperó el borrador y se obtuvo el consentimiento de la viuda para publicar el libro (primera edición en 1998).
La decisión de aplazar la publicación de una obra puede ser o haber sido tomada no por el autor mismo, sino por su editor, realizador, etc., normalmente por reticencia a publicar o escenificar ciertos temas que podrían resultar conflictivos, o por temor a la censura. La novela autobiográfica Mr. Noon de D. H. Lawrence no fue publicada durante su vida pues su editorial estadounidense temía que su contenido sexual fuera a causar protestas. Tras su muerte, parte del texto fue incluido en libros de 1934 y 1968, si bien la mayor parte de la obra seguía desaparecida hasta ser publicada como libro propio en 1984.

### Publicación indeseada por el autor
Entre las posibles circunstancias, esta es la más delicada a la hora de tratar, tanto desde un punto de vista legal como desde la perspectiva pública. Son más evidentes en el caso de obras terminadas (ya que el autor, a pesar de concluir la obra, no procedió a su publicación), aunque también ha habido casos de obras inconclusas, borradores, esbozos, etc. publicados post mortem en contravención de una clara intención del autor de no hacerlas públicas. Este tipo de publicaciones han resultado controversiales y generado en ocasiones polémicas en el debate público. En el caso de obras inacabadas, como ya mencionado, es a veces más difícil de constatar la intención del autor, salvo cuando esta quedara aclarada por el mismo. Numerosos autores han dejado de manifiesto la razón por la cual habían tomado la decisión de no publicar sus trabajos, muchas veces por estar insatisfechos con el resultado o considerar que no alcanza la calidad o importancia de su obra habitual.
El dramaturgo alemán Georg Büchner escribió que si le dijeran que iba a morir, quemaría muchas de sus notas para que no fueran publicadas en un futuro, ya que en ellas se expresan ideas que no quería compartir con el mundo. Sin embargo su magnum opus, la obra teatral Woyzeck, fue terminada y publicada póstumamente, siendo considerada obra clave en su género. También el novelista Vladimir Nabokov había dejado antes de su muerte instrucciones de quemar el borrador ya terminado de El original de Laura, aunque este finalmente sería publicado en 2009. Ernest Hemingway escribió: «Es mi deseo que ninguna de las cartas que he escrito en el transcurso de mi vida sea publicada», y sin embargo, muchas de ellas vieron la luz en el compendio Ernest Hemingway: Selected Letters, 1917-1961). Max Brod ignoró las instrucciones de Franz Kafka de destruir todos sus manuscritos no publicados, y Sonia Orwell hizo lo mismo con cartas no publicadas de George Orwell, al publicarlas en una biografía a pesar de su petición de que no se llevara a cabo tal trabajo después de su muerte. Algunos críticos de la obra de Philip Larkin han sugerido que muchos de sus poemas inacabados fueran escritos como notas para uso personal y no para ser publicados (cosa que sí ocurriría con muchos de ellos).
Desde un punto de vista académico, la publicación de obras de este tipo puede arrojar luz sobre el proceso creativo (como el pensamiento del artista durante el desarrollo de la obra o la autocrítica que había originado su reticencia a publicar la obra). En cuanto a la posible violación de la intimidad del autor, algunos se preguntan si esta, en el supuesto que existiera, no sería justificada cuando se trata de una persona importante en su ámbito, y cuyos trabajos han sido clave en el conocimiento colectivo. En este aspecto también está en debate la apreciación subjetiva del autor sobre su trabajo como argumento para no publicarlo (como el deseo de evitar una crítica negativa y, en consecuencia, la puesta en evidencia de su calidad como autor), pues, al contrario de lo que pudo apreciar, la recepción de obras póstumas indeseadas por el autor muchas veces han resultado ser grandes éxitos o trabajos importantes en el mundo de las artes y la academia. Muchos ensayos científicos no publicados han formado parte del conocimiento actual en estas áreas, y sus autores han disfrutado póstumamente de cierta fama debido a ellos. En el mundo de las artes, numerosas obras se han convertido en emblemáticas y han ganado premios tras la muerte de sus autores. Una copia de carbón de La conjura de los necios de John Kennedy Toole, escrita antes de su muerte, fue hallada en 1969 por su madre en su habitación (de hecho, el norteamericano no vio en vida ninguna obra suya publicada). La obra, publicada en 1980, ganó el Premio Pulitzer de Ficción de 1981. Una colección póstuma de los poemas de Sylvia Plath ganó un año después el Premio Pulitzer de Poesía.
Por otra parte, a veces la realidad tras la publicación justifica las motivaciones originales del autor por no haber publicado su obra, como en casos en los que la publicación póstuma no resulta tan exitosa como trabajos anteriores publicados durante la vida del autor. Este fue en un principio el caso de la novela Islands in the Stream, y también de la recopilación de cuentos Nick Adams, ambos trabajos inconclusos de Hemingway (probablemente dejadas intencionalmente sin terminar), que cosecharon críticas adversas a la hora de ser publicadas. Al mismo tiempo, otros de sus trabajos de la misma época, como la autobiografía París era una fiesta (A Moveable Feast), que no se sabe con certeza si tuvo intención de publicar (pues fue hallada guardada aparte), ganaron la admiración y el elogio de los críticos. Esta contradicción refleja lo complejo que puede ser una valoración anticipada del trabajo.
Lo cierto es que en muchos casos es sencillamente imposible constatar con toda certeza que una obra no fuera publicada por el deseo expreso del autor; es probable que a menudo al autor sí le hubiera gustado que su obra fuera publicada, pero por motivos económicos u otros no logró hacerlo (véase primera circunstancia). Por otra parte, en el caso de borradores y esbozos, a veces, su existencia puede haber tenido esta sola intención, no habiendo sido pensados para ser escudriñados públicamente. La experta en derecho y defunción Heather Conway recuerda además que muchas obras póstumas se han convertido en éxito justamente por ser su autor quién es (es decir, una vez que haya ganado su fama), trabajos que durante su vida es posible que no hubieran tenido dicho valor (haciendo válidos por tanto sus razonamientos por no publicarlas). En este aspecto, pueden ser obras en un principio criticadas y luego revalorizadas, a menudo debido precisamente a la identidad de su autor. La mencionada Islands in the Stream de Hemingway sería adaptada al cine (La isla del adiós) siete años tras su criticada publicación, y tendría una canción a su nombre (escrita e interpretada por Bee Gees).  

## Motivaciones de la publicación
Los motivos tras la publicación de una obra póstuma son muchas veces económicos. Quien puede verse beneficiado de una transacción comercial de esta naturaleza son las personas, físicas o jurídicas, que tienen los derechos de autor de la obra. A menudo son familiares y allegados, y otras veces editoriales, instituciones, casas de subastas e incluso el Estado. En todos estos casos, los beneficios pueden ser considerables, pudiendo convertirse obras escritas en bestsellers y cuadros en muy codiciados, valorados en una fortuna. Eso ha ocasionado un debate moral en torno a los muchos artistas que vivieron una vida de miseria, problemas personales o de salud y búsqueda de su camino, mientras que sus obras se han vendido póstumamente por millones. Esta cuestión puede resultar más polémica desde una perspectiva moral en el caso de relaciones estrictamente profesionales o económicas, y menos en el caso de familiares cercanos o personas que habían tenido una larga relación personal con el autor.
Por otro lado, el motivo por querer divulgar una obra cuya publicación no fue deseada por su autor no siempre es principalmente económico, sobre todo en aquellos casos donde queda patente el valor artístico que podría suponer una vez sacada a la luz pública (aunque, también en estos casos, frecuentemente se convierten en obras de alto valor monetario).

## Papel del editor
En el caso de obras escritas, los editores han ejercido un papel notable en la publicación de textos póstumos, debido, principalmente, a su condición de titulares de los derechos de autor (por contrato, consentimiento previo, habiendo recibido borradores del propio autor o siendo reconocidos por ley a tal fin). Más allá de la edición de la obra y su publicación, muchas veces han sido quienes han llevado a término trabajos inconclusos de sus antaño clientes. Naturalmente, al tratarse de publicación póstuma, no contando por tanto con las observaciones del autor —ni mucho menos su visto bueno—, no hay manera de conocer la opinión que hubiera podido tener sobre la forma en que ha quedado su creación.
En ocasiones, el resultado de la obra publicada, al margen del éxito público que haya podido tener, ha cosechado críticas (a veces duras) de quienes conocen la obra del autor y su estilo creativo y creen que este hubiera rechazado su versión publicada. La periodista de arte Francesca Peacock describe la edición póstuma de El Jardín del Edén de Hemingway como «una versión editorial del monstruo de Frankenstein... echando de menos la mano del autor para darle una forma auténticamente completa»; en este respecto cita a Barbara Probst Solomon afirmando una falta de respeto hacia Hemingway en la versión publicada, quien, según ella, había visto en este libro su pieza final sobre arte y literatura. Otro ejemplo son las duras críticas que recibió el editor del novelista estadounidense Thomas Wolfe, Edward Aswell, tras la publicación de dos novelas póstumas derivadas de los escritos del autor: The Web and the Rock y You Can't Go Home Again.
Si bien, otros escritores han confiado su trabajo en sus editores (sobre todo editores de confianza con quienes ya habían trabajado e incluso entablado relaciones de amistad). Truman Capote había trabajado en su novela Plegarias atendidas (Answered Prayers) desde 1972, y aunque publicara varios avances del libro en la revista Esquire, fue a su editor Jamie Hamilton a quien envió el manuscrito completo antes de morir, para ser editado y publicado. Tras su primera publicación en el Reino Unido, este envió el manuscrito y una colección de notas del autor a Random House —unas 250 páginas en total— para ser reeditadas antes de su segunda publicación (en Estados Unidos y la que sería su versión internacional). El director de la editorial estadounidense confesó haber hecho esfuerzos para poder reunir todo el material posible antes de enviarlo al ejecutor literario del autor, con el fin de poder confeccionar una obra con cuya publicación «Truman hubiera sido satisfecho».

## Reedición o realización póstuma de obra ya publicada
También obras publicadas en la vida del autor pueden ser sujetas a publicaciones posteriores que son elaboraciones póstumas de la obra original. En este sentido, se trataría de una reedición o realización póstuma de una obra, cuya versión original no se considera obra póstuma. Varios ejemplos incluyen obras editadas en múltiples ocasione póstumamente desde que fueran publicadas por el autor original, bien para darle distintos matices bien por desacuerdos en la interpretación de la obra. Este ha sido el caso de muchas de las obras teatrales de William Shakespeare. Lo mismo ocurre con obras desarrolladas en un lenguaje alejado de los usos lingüísticos modernos, y que han sido reescritas con expresiones más actuales, a veces con importantes diferencias que pueden hasta afectar el significado preciso del texto.
Como en otros casos de acciones póstumas, también las reediciones póstumas pueden ser polémicas, sobre todo en los contextos sociales modernos. En 2023, Penguin Random House anunció que el contenido de libros de literatura infantil de Roald Dahl iba a ser «reajustado y actualizado» en su próxima edición para «seguir el ritmo de cada nueva generación». Aunque la multinacional posee los derechos de autor de estos libros, muchos críticos, incluido Salman Rushdie, han calificado estas intenciones como «censura absurda», y hasta la reina Camila expresó su «estupor y consternación». En los últimos tiempos, este tipo de ediciones atañen a temas como la esclavitud o la igualdad de género, resultando a veces en modificaciones de escenas o episodios enteros, e incluso en el cambio de la etnia o género del protagonista de la obra. En este aspecto, muchos críticos lo han considerado una violación de los principios de la literatura y de la voluntad del autor, mientras que otros lo ven justificado a la luz de los avances sociales de la vida moderna, de la que el autor no formaba parte, por lo que no se puede conocer sus opiniones al respecto.

## Compendios de escritos póstumos
Las recopilaciones de material póstumo (obras o piezas creadas por personas fallecidas) no se consideran obras póstumas en sí —pues son creadas por personas ajenas al autor o autores de las piezas que las integran—, pero sí mantienen las características, tanto públicas como legales, de obras póstumas. Cuando se trata de trabajos del mismo autor, suele ser su editor de confianza o una persona relacionada (por ejemplo, un familiar) quien haya procedido con la publicación, mientras que en el caso de material reunido de varios autores, pueden ser personas especializadas en una materia quienes hayan recopilado, ordenado, editado y publicado el compendio, siendo considerados autores de la obra.
El primer caso puede incluir ensayos académicos y obras literarias, como poemas (las colecciones de poemas son un género común entre las obras póstumas). Otros libros pueden presentar los escritos de múltiples personas en la misma materia, que puede que no tengan valor especial por separado, pero como conjunto representan el argumento objetivo de la obra. En 1932, el editor judeoalemán Eugen Tannenbaum publicó una gran recopilación de cartas de soldados judíos alemanes y austríacos caídos en los primeros meses de la Primera Guerra Mundial, que más tarde arrojaría luz sobre los esfuerzos de la comunidad judía alemana en la guerra y serviría como base para un compendio más amplio de 1932, llamado Die Jüdischen Gefallenen (Los caídos judíos), que a su vez daría paso a un libro publicado en 1961 por Franz Josef Strauß para servir como material educativo en las recién inauguradas fuerzas armadas alemanas.
También existen repertorios musicales que recogen póstumamente piezas de un autor fallecido, como canciones inéditas o temas desconocidos, o que nunca alcanzaron formar parte de sus álbumes; otros pueden haber quedado relegados a un marco limitado (como la banda sonora de un filme) o son canciones versionadas e incluso directamente interpretadas por otra persona. En este respecto, muchas veces se habla de un álbum póstumo, un género en que han destacado algunos cantantes importantes, como el estadounidense Michael Jackson (véase a continuación).

## Reconocimiento póstumo
Existen obras que, aunque fueran dadas a conocer (pública o privadamente) durante la vida del autor, solo han cobrado reconocimiento como tales después de su muerte. Estas incluyen tanto a obras presentadas o conservadas privadamente, que solo verían la luz pública años e incluso décadas más tarde, como obras publicadas (en el sentido jurídico de la palabra), que en su día fueron rechazadas por la opinión pública, críticos, coleccionistas, etc. y dejadas de lado. Se habla de «reconocimiento póstumo» cuando estos trabajos se reconocen públicamente tras la muerte de su autor por su valor actual (artístico, académico, etc.), y al propio autor por el mérito de su creación (en este sentido se utiliza también la locución «fama póstuma»).
Este tipo de situaciones es común en las artes plásticas, donde muchas veces han sido las creaciones póstumas publicadas con cierta demora las que han arrojado luz a la totalidad de la obra del artista, otorgando el debido reconocimiento tanto a él como a sus creaciones. Un ejemplo notable es la obra del Greco, el artista español de origen cretense quien durante su vida vio su trabajo criticado y hecho a un lado (hasta rechazado por el propio rey de España); y no solo en su vida, sino por muchas décadas después debido al expresionismo directo y estilo dramático de sus cuadros (se consideraban por algunos exagerados, poco realistas y a veces hasta ridículos). Solo a comienzos del siglo XX es cuando se revaloriza la totalidad de su obra, siendo reconocidas las técnicas sumamente modernas que empleaba siglos antes de que se convirtieran en la norma.
A su vez, el término, empleado en circunstancias como la de Van Gogh y otros artistas, puede hacer referencia también a un reconocimiento tardío de la calidad y significancia de un artista y su obra a partir de publicaciones póstumas. Ese ha sido el caso de Amedeo Modigliani, el trágico pintor y escultor italiano, cuya fama póstuma (murió a los 35 años) se debe a una combinación de las circunstancias trágicas de su vida, excesos e insólitos estilos artísticos. Sus obras, antes infravaloradas, hoy se encuentran en los principales museos del mundo y colecciones privadas.

## En las obras pictóricas
No son pocos los ejemplos de pintores destacados, cuyas obras se hicieron famosas solo después de su muerte. Ello se debe a una variedad de factores, como el estado social y económico en la época del desempeño artístico (el cual hacía improbable que lograran una importante difusión de su obra durante su vida), los estilos y las técnicas usadas —muchas veces adelantadas a su época y en todo caso rechazadas por la crítica artística de la época—, su excentricidad o su edad de fallecimiento, a menudo temprana (por causas de salud física o mental). En muchos de estos casos han sido amigos y allegados quienes, tras la muerte del artista, se han encargado de difundir su obra y darle publicidad.
Este fue el caso de Van Gogh, quien solo sería reconocido como uno los más prolíficos pintores de la historia del arte después de su muerte. El pintor neerlandés solo llegó a exponer su trabajo en lo que resultaría ser su último año de vida (falleció a los 37 años), habiendo logrado vender tan solo un cuadro (por un importe de 78 dólares). Sus más de 900 cuadros y 1100 dibujos, como también la calidad de su obra, serían dadas a conocer a partir de unos meses tras su fallecimiento. En 1890 tuvo lugar la primera exposición póstuma, seguida por otras dos importantes exposiciones retrospectivas (ambas en 1891), una en Bruselas y la otra en París, acompañadas de exhibiciones puntuales de otras de sus obras inéditas en varias ciudades de Países Bajos y Bélgica. En los años siguientes, más de sus obras verían la luz, siendo exhibidas en giras organizadas y en numerosas galerías, y ofrecidas a coleccioncitas y comerciantes de arte.
También su contemporáneo posimpresionista —y de los artistas más relacionados con él— Paul Gauguin, es conocido más que nada por sus obras póstumas. Las exhibiciones retrospectivas en el Salón de otoño de París en 1903 y 1906 (que incluían sus cuadros, esculturas y escritos) tendrían una fuere influencia sobre el vanguardismo francés, y sobre artistas como Pablo Picasso y Henri Matisse.

### Exposiciones póstumas
Una exhibición o exposición póstuma, o retrospectiva, es una exhibición museística que suele tener lugar inmediatamente o poco después la muerte del artista. Este término se refiere sobre todo a exhibiciones de artes plásticas, donde se presentan trabajos inéditos o aún no publicados realizados por el autor antes de morir (o durante su vida, pero sin que hubieran salido a la luz pública con anterioridad). Estas exhibiciones se hacen por norma general con el consentimiento previo del autor, sus herederos o sus representantes legales; a veces son el resultado de la planificación del mismo artista, quien habría fallecido antes de poder llevarlas a buen término.
Las exposiciones póstumas han resultado instrumentales en la introducción post mortem en el mercado y en la sociedad de artistas, anónimos o poco conocidos durante su vida, para luego convertirse en emblemáticos en el mundo de las artes. Un ejemplo conocido son las exposiciones póstumas de las obras de Vincent van Gogh, entre 1890 y 1891 (véase a continuación). Otro ejemplo es la exhibición retrospectiva del escultor español Pablo Gargallo, de los más destacados representantes del ámbito de los retratos escultóricos. En 1935, poco después de su fallecimiento, se celebró una exposición de sus trabajos inéditos en el Museo de Arte Moderno de Madrid, donde se dieron a conocer sus obras escultóricas más recientes. Gallardo se había desplazado a Reus (Tarragona) a finales de diciembre de 1934 (donde fallecería inesperadamente debido a una neumonía) a fin de inaugurar una exposición de sus obras, por lo que la resultante exposición póstuma fue de hecho la culminación de sus planes.

## En las obras escritas

### Literatura y poesía
La historia de las obras póstumas literarias está llena de grandes éxitos, y las que se convirtieron en clásicos de sus respectivos géneros, desde romances y novelas a obras de teatro y guiones. Como en el caso de músicos y pintores, el prestigio de algunos escritores alcanzó su apogeo después de fallecer, dado que la mayor parte de su obra se publicaría de forma póstuma. Conocido es el caso de Franz Kafka, cuya gran mayoría de obras no vería la luz hasta después de su muerte (muchas veces en contra de su deseo). Una de estas obras es El proceso, de las novelas más influyentes del siglo XX, escrita por Kafka entre 1914 y 1915, pero solo publicada en 1925 (poco después de su fallecimiento). Como muchas de sus obras, la había dejado inacabada, lo que no evitó que se convirtiera en todo un éxito.
Existen muchos otros destacados escritores, incluidos laureados del Premio Nobel de Literatura, cuyas obras póstumas han sido de mucha influencia. El poemario Poeta en Nueva York, de Federico García Lorca escrito por el autor español en 1929-1930, solo se publicó cuatro años tras su fusilamiento, después de que José Bergamín salvara el manuscrito y se lo llevara al exilio (el libro se publicaría en México y en Estados Unidos en 1940), siendo considerado uno de los mejores libros de poesía del siglo XX. El escritor portugués José Saramago falleció en 2010 antes de pública su último libro, y único inédito, Alabardas, Alabardas! Espingardas, Espingardas!, que versa sobre la industria armamentística y el tráfico de armas. El libro, obra inconclusa del autor (quien lo comenzó a finales del 2009) fue publicado en 2014 por su viuda y traductora al español, Pilar del Río, quien aseguró que los textos dejados por el autor fueron publicados «tal y como estaban» y que los capítulos que quedaban a medias cuando falleció «funcionan a la perfección como un relato». En marzo de 2024 se publicó la novela póstuma del escritor colombiano Gabriel García Márquez titulada En agosto nos vemos, conmemorando el 97.º aniversario de su nacimiento (y a pocas semanas de cumplirse los diez años de su fallecimiento). A su vez, la novela póstuma 2666 del chileno Roberto Bolaño, publicada en 2004, fue proyectada por el autor como una publicación póstuma de cinco libros por motivos económicos (apreciando que una serie exitosa de superventas aseguraría el futuro económico de sus hijos). No obstante, sus herederos decidieron editar y publicar los cinco volúmenes en una única novela, decisión apoyada por el editor de Bolaño, Jorge Herralde, y el crítico literario Ignacio Echevarría, quien había repasado los manuscritos y posteriormente preparado la novela para su publicación (la decisión resultó ser acertada y la novela es considerada por algunos la mejor de la primera década del siglo XXI).
A veces existe un amplio lapso de tiempo entre la publicación de unas obras póstumas y otras del mismo escritor, normalmente debido al desconocimiento de la existencia de un manuscrito o siendo considerado obra perdida por mucho tiempo. El legado póstumo del escritor barcelonés Manuel Vázquez Montalbán constaba durante años de dos libros de contenido sociopolítico, Milenio y La Aznaridad, cuyas galeradas el propio autor había entregado a sus editores antes de morir. En 2003, dos décadas después de su fallecimiento, salió a la luz su tercera obra póstuma Los papeles de Admunsen, después de que en 2016 se hallara el manuscrito desarrollado en los años 1960 (también de contexto político), hasta entonces desconocido, entre sus papeles donados a la Biblioteca de Cataluña.
Entre los libros modernos de publicación póstuma más notables se encuentran las de J. R. R. Tolkien, entre ellas la colección de mitos y relatos El Silmarillion, y La historia de la Tierra Media, una docena de libros reunidos en una serie editada por el hijo del autor, Christopher Tolkien, en los que se resume y analiza gran cantidad de material relacionado con su mundo fantástico. Otros destacados ejemplos son la gran novela satírica del escritor francés Gustave Flaubert, Bouvard y Pécuchet, se publicó un año después de su muerte (la escribió con el objetivo de que fuera su obra maestra, estando obsesionado con ella hasta el fin de sus días; finalmente se convirtió en efecto en su magnum opus); o la novela autobiográfica El primer hombre del francés Albert Camus. Cuando este murió en 1960 en un accidente de tráfico en las afueras de París, estaba trabajando en este manuscrito, que fue encontrado en el maletín del coche accidentado junto a su diario, unas cartas y algunos objetos personales. Este manuscrito, de 144 páginas difíciles de descifrar, solo sería publicado en forma de novela después de que en 1995 su hija lo cediera para su extensa edición. 
Es importante diferenciar entre títulos que hacen alusión a la característica póstuma del trabajo (como el mencionado Obras Póstumas de Fernández de Moratín) y títulos que incluyen este término como parte del argumento de la obra. Un ejemplo de este último sería la novela Memorias póstumas de Blas Cubas del escritor brasileño Machado de Assis, que está planteada como las memorias de un personaje que escribe después de su muerte.

### Autobiografías
Un género en el que las obras póstumas han tenido especial interés es el de las autobiografías, tratándose a veces de trabajos terminados y otras veces inacabados. Mark Twain no quería que su autobiografía fuera publicada hasta cien años después de su fallecimiento, para así asegurarse de que no hubiera personas vivas a las que pudiera causar daño lo escrito sobre ellas. Aunque después de su muerte se publicaran algunas versiones cortas y poco precisas de su autobiografía, lo cierto es que su deseo fue respetado y la versión completa de su autobiografía solo vería la luz en 2010, un siglo tras su muerte. La expremier británica Margaret Thatcher, antes de morir, dejó preparada su autobiografía para ser publicada póstumamente; mientras que uno de sus ministros más notables, el autor británico Alan Clark, también había dejado prácticamente terminadas sus memorias en 1999, poco antes de fallecer (posteriormente serían adaptadas a la pequeña pantalla en la serie The Alan Clark Diaries de la BBC). Los dos primeros casos son ejemplos de autobiografías publicadas post mortem por deseo del autor, mientras que el último adquirió un carácter póstumo por fuerza mayor.   
Algunas autobiografías están pensadas para ser terminadas por otros autores, pudiendo verse concluidas bien durante la vida del biografiado bien después de su muerte (dependiendo del nivel de intervención del otro autor, se trataría de una mezcla entre autobiografía y biografía). Por ejemplo, el activista estadounidense Malcolm X estaba escribiendo su autobiografía junto con Alex Haley, quien después del asesinato del primero reunió todo el material y lo siguió desarrollando hasta publicar el libro Autobiografía de Malcolm X. Este libro, a pesar de tener la palabra «autobiografía» en su título, se considera una biografía de la autoría de Haley, que reúne los pensamientos del biografiado. Algunos autores han criticado el uso de la palabra «autobiografía» en obras póstumas con un importante desarrollo posterior, como en el caso la Autobiografía de Malcolm X, criticada por Brian Norman en este respecto.
Ciertamente, existen libros que han sido catalogados o descritos como autobiografías póstumas, aunque no lo sean, sino una colección póstuma (véase esta sección) de escritos y material del biografiado (que pueden contener sus pensamientos e incluso haber sido el preludio de una futura autobiografía); sin embargo, la obra no deja de ser un desarrollo posterior. Es el caso del libro To Be Young, Gifted and Black (lit. Ser joven, dotada y negra) de Lorraine Hansberry, presentado como una autobiografía de la dramaturga estadounidense, aunque se trata de una colección de sus ensayos realizada tras su fallecimiento por su marido, el productor teatral Robert B. Nemiroff. Lo mismo es válido para The Autobiography of Martin Luther King, Jr, publicado en 2001 por Clayborne Carson.

#### Diarios personales
Un subgénero particular de los trabajos autobiográficos póstumos son los diarios personales, muchas veces inacabados por circunstancias como conflictos bélicos y persecuciones. Estos pueden haber sido escritos como notas, cuadernos o cartas, dispuestos cronológicamente o carentes de orden específico. Pueden haber sido pensados para ser publicados como obra autobiográfica, y puede que el autor nunca tuviera la intención de divulgar sus escritos (destinados al ámbito personal), pero que aun así han sido en ocasiones publicados tras la muerte del autor por la importancia que podrían tener para el conocimiento colectivo. Existen también casos en los que el autor hace accesible su obra, pero sin la intención de una publicación más generalizada. Este fue el caso de los diarios de Samuel Pepys, cuyos trabajos fueron publicados más de cien años tras su muerte. El diarista británico nunca escribió sus diarios para ser publicados, pero sí dispuso que fueran accesibles en la biblioteca que lleva su nombre, en el Magdalene College (Universidad de Cambridge).
Los diarios póstumos que describen las experiencias y condiciones de vida de sus autores en situaciones adversas han sido parte de la conciencia colectiva en sus respectivos ámbitos. El explorador Robert Falcon Scott dejó reflejadas en las últimas entradas de su diario las duras condiciones fuera de su tienda de campaña en la Expedición Terra Nova, en la que perdió su vida. Ana Frank escribió su famoso diario en un principio como obra íntima para uso personal, y solo luego lo reeditó con el objetivo de sacarlo a la luz pública. El diario sería publicado dos años después de su muerte por su padre, Otto, en 1947. 

## En las composiciones musicales
El mundo de la música ha sido testigo de la gran influencia de la obra póstuma (muchas veces a nivel de reconocimiento), principalmente composiciones de música clásica, publicadas a veces muchos años tras la muerte de sus autores (entre ellos algunos de los más destacados compositores), aunque también se ha dado en otro tipo de creaciones musicales. En ocasiones, conjuntos de composiciones —bien publicadas por una misma persona bien dadas a conocer esporádicamente, e incluso desarrolladas por otros compositores al quedarse inacabadas— han tenido gran impacto en la evolución de un género musical. Entre ellas destacan conjuntos de sinfonías, óperas, suites, etc. como las composiciones póstumas de Franz Schubert (resumen), Frédéric Chopin (resumen), Antonín Dvořák (resumen) o Felix Mendelssohn (resumen), entre otros. A veces la producción póstuma ha sido tan abundante, variada, y en distintos estados de terminación, que se ha convertido con los años en el sello principal de importantes compositores.
Muchos trabajos terminados por otros compositores se han basado en notas dejadas por el autor fallecido, a veces partituras enteras o letras (con o sin intención de ser usadas posteriormente), y a veces hasta han contado con instrucciones del autor al entender que no iba a poder acabar su obra. La Misa de Réquiem en re menor de Mozart, basada en los textos latinos para el réquiem, fue dejada inacabada por Mozart a su muerte, en 1791. Sería su discípulo y compatriota Franz Xaver Süssmayr quien la finalizaría, siguiendo la orientación de un Mozart ya moribundo. A pesar de que no pudo ser terminada del todo por Mozart, es considerada una de sus composiciones maestras y de sus obras póstumas.
A veces, una obra musical puede haber sido compuesta para fines íntimos o de entretenimiento propio, sin un objetivo mayor (aunque tampoco un rechazo a una futura publicación, y en ocasiones hasta con una clara disposición para que sea publicada post mortem auctoris). La suite El carnaval de los animales, de las obras más destacados de Camille Saint-Saëns, fue en un principio una obra espontánea del compositor romántico francés, solo compuesta con fines de divertimiento e interpretada en pocas ocasiones en círculos de amigos íntimos, como Franz Liszt. Solo el muy popular movimiento Le Cygne para violonchelo y piano fue publicado durante la vida del autor, no obstante, el mismo dispuso en su testamento que la suite entera pudiera ser publicada tras su muerte, que es cuando se convirtió en una de sus obras más populares. Algo similar pasó con la Turandot, de Puccini. El compositor italiano murió en 1924 cuando trabajaba en esta ópera, que fue completada póstumamente por su compatriota Franco Alfano. Para que el homenaje a Puccini fuera del todo completo, el primer día que se tocó, en la Scala de Milán, únicamente se interpretó la música de Puccini, y solo al día siguiente se completó la interpretación con los añadidos finales de Alfano.
En el mundo de la música existe una observación entre obra realizada y obra publicada: algunas obras musicales terminadas han sido interpretadas en el escenario durante la vida del compositor, si bien su publicación como obra reconocida del autor solo se realizó tras su muerte. En este caso se considera obra póstuma, a pesar del uso que se le había dado anteriormente a su publicación.

#### Álbumes póstumos
También creaciones musicales más modernas han visto su apogeo en forma de álbumes póstumos, publicados tras la muerte de músicos, cantantes y cantautores destacados, con sus canciones inéditas y temas desconocidos. El mencionado caso de Michael Jackson incluye álbumes póstumos como Immortal), Icon, Xscape o This Is It, entre otros. Más de dos décadas después de la muerte de Kurt Cobain, se publicó un disco con las canciones inéditas del cantante de Nirvana. Los temas fueron hallados por Brett Morgen durante una búsqueda de material en los archivos de Cobain en el marco de la preparación del documental Kurt Cobain: Montage of Heck.
The Dock of the Bay se publicó en enero de 1968, un mes después de la muerte de Otis Redding en un accidente de avión, con lo que se convirtió en el primer sencillo póstumo de la historia. El tema alcanzó posteriormente el número uno en la lista de ventas en Estados Unidos. En 1997, diecisiete años después de la muerte de Jimi Hendrix, vio la luz el álbum doble First Rays of the New Rising Sun, que se encontraba en fase avanzada cuando murió, en 1970. Aunque en los años posteriores a su muerte habían salido al público álbumes derivados como The Cry of Love y Rainbow Bridge, no fue hasta finales del siglo que se decidió elaborar un disco tal y como lo había planeado el guitarrista. También se pueden considerar álbumes póstumos aquellos donde un integrante principal de un grupo haya fallecido antes de su publicación, como en el caso de Closer, de Joy Division, que salió al mercado dos meses después del suicidio de Ian Curtis.

## En las obras cinematográficas
Las obras cinematográficas póstumas no son muy comunes, salvo en el caso de realización de guiones póstumos, sobre todo cuando el texto se da a conocer públicamente a raíz de la realización cinematográfica. En todo caso, es el texto, no la creación cinematográfica en sí, la que se considera obra póstuma, en cuyo caso entra en la categoría de obras literarias (eso sí, la película o serie resultante puede considerarse basada en una obra póstuma). Sin embargo, Ha habido casos de lo que se pueden considerar obras cinematográficas póstumas.
La película de 1999 Eyes Wide Shut, de Stanley Kubrick (protagonizada por Tom Cruise y Nicole Kidman), se estrenó cuatro meses después de la muerte de Kubrick (murió antes de poder mostrar el montaje definitivo a Warner Bros.). El filme generó una gran controversia, ya que desde Warner Bros. se alteraron digitalmente algunas escenas (a fin de que la película no fuera etiquetada como solo adecuada para adultos), a pesar de que esta no fuera la intención de Kubrick ni probablemente habría aprobado estas modificaciones (si se tiene en cuenta que las había rechazado en vida).

## En las publicaciones académicas
Como ya mencionado, la publicación póstuma de trabajos académicos (en ciencias, humanidades, estudios sociales, etc.) puede considerarse valiosa, y se ha dado en múltiples casos. Las dificultades en este campo se centran principalmente en los trabajos inacabados y los trabajos desarrollados por más de un autor.
En muchos casos de fallecimiento de autores en estos ámbitos, se dejan atrás documentos sin publicar y trabajos inacabados, material que se conoce en la jerga profesional por la palabra alemana Nachlass. Algunos autores dejan instrucciones sobre lo que se debe hacer con estos documentos, muchas veces optando por su destrucción (incluso hubo quienes lo hicieran o intentaran hacerlo por su cuenta). El filósofo británico Gilbert Ryle expresó su odio hacia la «industria del Nachlass» y se cree que antes de morir destruyó casi todo su trabajo inédito. Sin embargo, dos de sus trabajos sí fueron publicados póstumamente, cosa que, según el ensayista Anthony Palmer, Ryle definitivamente no habría aprobado. No obstante en la mayoría de casos no existen indicaciones claras, y, por otro lado, ha habido autores que hasta invitaron a otros a seguir su trabajo después de su muerte, como lo hizo el filósofo austroalemán Edmund Husserl poco antes de morir.

### Coautoría y necroautoría
La coautoría de una publicación académica es una práctica común, tanto por coautores del mismo campo de investigación como en trabajos interdisciplinarios. Sin embargo, la cuestión de si una persona fallecida deba o no deba ser introducida como coautor no es siempre fácil de resolver (dado que la autoría de una obra académica puede tener un significado importante en su correspondiente área de estudios).
La inclusión o exclusión de un coautor difunto en una obra puede presentar complicaciones cuando el coautor vivo pretende asumir todo el crédito por el trabajo (aún manteniendo la contribución del autor fallecido), cuando se intenta suprimir tanto el nombre del autor fallecido como su contribución en la versión final de la obra publicada, e incluso el intento de incluir el nombre de un autor fallecido que no estuvo implicado en el desarrollo de la obra (o cuya implicación fue marginal o a modo consultivo). Las dos primeras circunstancias se dan cuando el autor final de la obra cree, con o sin razón, que el crédito de la versión publicada no debe compartirse con el coautor fallecido (o en caso de más de un coautor vivo, reducir el número de autores que comparten el crédito); si bien, mientras que la motivación detrás de la primera circunstancia es más intuitiva (el deseo de quedarse con una parte del trabajo cuya autoría, al menos en parte, es de otra persona), en el caso de la segunda se trata de una decisión del coautor vivo posterior al fallecimiento de su compañero de obra —o sea, la exclusión de su trabajo de una obra en principio compartida entre ambos—, con la que este último podría no haber estado de acuerdo.
La tercera circunstancia se da cuando la reputación de una persona reconocida en su campo puede conferir prestigio al trabajo, para darle más difusión o poner de manifiesto la colaboración del autor verdadero de la obra con dicha persona. En 2021 el polaco Marek Kosmulski de la Politécnica de Lublin acuñó el término ‘necroautoría’, que ha sido empleado por varias universidades para describir esta práctica. Ya que resulta más difícil de constatar la contribución de autores fallecidos (que no pueden confirmar o desmentir la autoría que se les atribuye), se han establecido varios mecanismos en este respecto. Uno de los más conocidos es el número de Erdős, empleado para constatar el nivel de coautoría del autor de una publicación matemática con el matemático judeohúngaro Paul Erdős, fallecido en 1996 (a quien, desde su fallecimiento, se le ha atribuido la participación en múltiples publicaciones en este campo).
Otra cuestión a tener en cuenta es la aprobación del autor fallecido de la totalidad del contenido de una obra que quedaba inacabada a la hora de su muerte, durante el proceso de revisión por pares. Este tipo de procedimientos se realizan bajo un explícito consentimiento relativo a todas las partes de la publicación y sus conclusiones, cosa que solo puede realizarse por una persona viva. Esto ha llevado a varias polémicas, y a menudo se ha optado por métodos menos exigentes, como la revisión por pares abierta, aunque también allí la cuestión del consentimiento ha quedado sin resolver.

### Ejemplos destacados
Existen varias obras póstumas de gran importancia en el mundo académico, muchas de ellas publicadas por editores científicos o revistas y publicaciones especializadas. Un ejemplo destacado es Esquema del psicoanálisis, obra póstuma e inacabada de Sigmund Freud escrita en 1938 y publicada en alemán en 1940 en la revista Imago. No menos notorio es el compendio de tratados Opera Posthuma (cuya traducción literal del latín es en efecto ‘Obra póstuma’), una compilación de cinco obras del filósofo neerlandés de origen sefardí Baruch Spinoza, publicada tras su muerte en 1677 por algunos de sus amigos, que incluye su obra filosófica quizá más importantes, Ethica, además de otros tratados filosóficos y una obra lingüística sobre la gramática de la lengua hebrea.
Friedrich Nietzsche dejó un amplio legado póstumo, que incluye textos como El Estado griego, El concurso de Homero, Sobre la música y la palabra, La relación de la filosofía de Schopenhauer con la cultura alemana, La filosofía en la época trágica de los griegos o Sobre la verdad y la mentira en sentido extramoral, entre otros. Todos ellos han sido recogido en el compendio Ensayos y Prefacios de la Obra Póstuma. Otros filósofos en lengua alemana que han dejado una herencia póstuma incluyen a Martin Heidegger, Rudolf Carnap o Hans Blumenberg. En el mundo del derecho existen numerosas obras póstumas, algunas de las cuales se consideran importantes en el desarrollo e interpretación de ciertas disciplinas jurídicas. Entre ellas se puede encontrar The Posthumous Works of Charles Fearne, Esquire, Barrister at Law, un importante tratado póstumo en el derecho británico referente a la historia e interpretación del Estatuto de Inscripciones (Statute of Enrolments), un acta parlamentaria originaria del siglo XVI que regula la venta y traspaso de tierras.
La obra póstuma también ha tenido presencia en disciplinas sociales, como los derechos sociales. Un ejemplo en este ámbito sería la recopilación de trabajos inacabados de la escritora feminista Mary Wollstonecraft, editada y publicada por su marido William Godwin como continuación de su trabajo más famoso, Vindicación de los derechos de la mujer, de las obras clave de la historia del feminismo. Wollstonecraft nunca llegó a reunir en una publicación posterior sus muchas notas y escritos posteriores a la obra principal. El trabajo póstumo, titulado Hints, recoge el grueso de su pensamiento y se caracteriza por una redacción original de la autora sin apenas modificaciones más allá de las estrictamente editoriales. Godwin también publicó póstumamente la novela inacabada de su mujer, María o Los agravios de la mujer, más radical en sus reivindicaciones, considerada una suerte de secuela novelística de Vindicación.
A menudo las obras póstumas son la base de una obra más elaborada (en extensión o contenido) que tiene lugar incluso durante el proceso de su edición. Este es el caso de Geografía del Perú, obra póstuma del D. D. Mateo Paz Soldán, un «compendio de demografía matemática, física y política», publicado en 1862 por el historiador y geógrafo peruano Mariano Felipe Paz Soldán, considerado fundador de la historiografía peruana moderna. Soldán había retomado a partir de 1860 la elaboración de la obra inédita de su hermano, Mateo Paz Soldán (fallecido en 1857), a la que incorporó numerosas adiciones y un apéndice bibliográfico. Este libro es además un ejemplo de la inclusión de la locución obra póstuma en el título de obras literarias de esta índole. Soldán mismo escribiría más tarde Historia del Perú independiente 1819-1827, una importante fuente sobre este tema con un extenso acopio documental, que a su vez también se publicaría póstumamente, en este caso tras su propio fallecimiento, por su nieto Luis Felipe Paz Soldán, en 1929.
Cuando se trata de la publicación de una colección de escritos de un autor difunto, en ocasiones la obra resultante recibe el título de Obra póstuma, Trabajos póstumos, etc., en lugar de un título singular. Este es el caso del compendio de las obras del erudito baptista e historiador del cristianismo Robert Robinson, quien en la segunda mitad del siglo XVIII publicó varias obras importantes en su ámbito, la última de las cuales, Ecclesiastical Researches (Investigadores eclesiásticos), fue publicada póstumamente. Más tarde se publicó una recopilación póstuma de todas sus obras, llamada sencillamente Posthumous Works. Otro ejemplo es la recopilación póstuma de 1793 de la poetisa estadounidense Ann Eliza Bleecker, pionera del género de las novelas de cautiverio, titulada Posthumous Works - In Prose and Verse (Obras póstumas - en prosa y verso), que recoge sus trabajos de forma completa y prácticamente sin alteraciones.

## Legislación

### Historia
Las cuestiones legales en trono a las obras póstumas no son nuevas, y tienen presencia en normativas jurídicas —sobre todo en jurisprudencias como la anglosajona— ya en el siglo XVIII. En España, el jurista José Reus García abordó el tema varias veces en su Revista General de Legislación y Jurisprudencia, donde se deja patente que una persona que desea hacerse con los derechos de una obra póstuma, debe adquirir junto a ella también otras obras que el mismo autor había publicado en vida. De este modo, los derechos de autor de unos se extienden para cubrir también la otra, y con ello cae en dominio público dentro del conjunto adquirido. En la legislación española de la época ya se reflejan prácticas que perduran hasta la actualidad, como la consideración de obra póstuma también de trabajos ejecutados durante la vida del autor de forma limitada, pero publicados solo después de su muerte (e incluso en casos de una divulgación oral de una obra escrita).
El debate legal ha ido siguiendo en un principio a consideraciones filosóficas y morales. Cuando en los años 1960, en un coloquio celebrado en la localidad normanda Cerisy-la-Salle, estalló un debate sobre la autoría filosófica de Nietzsche y la unidad de su obra, se puso sobre la mesa cuestiones como la autoridad conferida a los textos por la mera atribución del nombre y la realización de la apropiación ideológica del autor. El nombre de Nietzsche estaba vinculado a consideraciones sobre si su pensamiento podría usarse para influir en las transformaciones sociales actuales más allá de un debate meramente ideológico, y cómo debía ser un enfoque editorial adecuado de sus escritos.
Las legislaciones modernas (incluida la internacional) surgen a partir del desarrollo de un campo dentro de la jurisprudencia contemporánea que trata de los derechos morales de los difuntos (trascendiendo el enfoque tradicional del derecho hereditario), originado en un debate filosófico (¿puede una persona muerta «ver» perjudicados sus derechos?) que se dio durante el siglo XX (si bien, se reconoce la cuestión moral ya desde tiempos del derecho griego antiguo). Entre otras cosas, se ha debatido y regulado la cuestión de la propiedad intelectual y los derechos de autor de las personas fallecidas, y, por ende, la legislación que concierne a este ámbito.

### Derechos de autor
El Convenio de Berna para la Protección de las Obras Literarias y Artísticas, en su acta fundacional de 1886, no estableció un plazo mínimo para los derechos de autor de las obras póstumas, dejándolo en manos de los Estados firmantes para que aplicaran su propio criterio, resultando en plazos y términos muy diferentes. En aquel momento, el plazo que se considera admisible por norma general en este respecto es de 50 años post mortem auctoris (p. m. a.), si bien de los diez firmantes originales del convenio, solo Bélgica y Francia tenían ese plazo reflejado en sus legislaciones; el resto establecía términos diferentes, casi todos inferiores (de hecho, solo España estableció un plazo mayor). Para evitar las desigualdades (y por tanto las irregularidades) que se hubieran podido derivar de semejante disparidad (afectando la seguridad jurídica en las transacciones internacionales), el artículo 2 del convenio disponía que el tiempo de duración de la protección concedida en el país de origen de la obra no podía exceder al de los países donde estuviera publicada (países reclamantes de la protección). También el Acta de Berlín de 1908, aunque sugería el plazo de 50 años como base para todos los Estados signatarios, no imponía de iure un plazo mínimo, por lo que seguía rigiendo el derecho aplicado en cada país, siempre teniendo en cuenta las disposiciones correspondientes a la ley del país origen de la obra si no fuera el mismo (art. 7, párrafo 2: «por la ley del país donde la protección se reclame, no pudiendo exceder del plazo fijado en el país de origen de la obra»).
No sería hasta la revisión de Bruselas de 1948 que se adoptaría con carácter obligatorio el plazo mínimo general de 50 años p. m. a., admitiéndose plazos distintos para algunas categorías de obras. Para entonces, muchos de los Estados firmantes ya habían aceptado este mismo plazo, y la aplicación de un método de cotejo de los plazos en los casos en los que el país donde se reclama la protección establece un plazo más extenso que el mínimo convencional. Según art. 7, párrafo 2 del convenio, aunque en un principio la ley aplicable es la del país donde sea reclamada la protección, esta «no podrá exceder  de la duración fijada en el país de origen de la obra».
En la revisión de Estocolmo de 1967 se mantuvo el mínimo convencional de 50 años post mortem, a pesar de que se debatió la posibilidad de aumentar la duración, por la dificultad de muchos de los países signatario de adherirse incluso al plazo de 50 años, por lo que no se veía viable una propuesta de duración mayor. Sin embargo, debido a que ciertos países habían expresado deseo y disposición porque se prolongara el término de protección, aplicándose de en sus respectivas normativas un plazo mayor, la conferencia apoyó los acuerdos bilaterales y multilaterales en esta materia.
Aunque el término de 50 años p. m. a. ha sido asumido por la mayoría de países como norma general, algunas legislaciones han procurado incentivar o acelerar la divulgación de estas obras en interés de la colectividad. Este ha sido el caso de la mayoría de los países de la Unión Europea. Al mismo tiempo, muchos de estos países han establecido un plazo suplementario (post publicationem operis, p. p. o.) en favor de los derechohabientes o del editor de la obra póstuma (según el caso):
- Francia establece un plazo suplementario de cincuenta años contados desde la fecha de la publicación de la OP. Si la divulgación se efectúa antes de expirar el plazo p. m. a., el derecho de explotación de la obra se establece en favor de los derechohabientes. En cambio, si la divulgación se efectúa después de expirar el plazo p. m. a., el derecho de explotación durante el período suplementario se concede al editor («los propietarios de la obra, por sucesión o por otros títulos, que realicen o encarguen tal publicación»). Cabe destacar que para obras musicales se añaden 20 años al plazo.
- Alemania establece un plazo suplementario de 10 años p. p. o.. Si la obra póstuma se publica durante los últimos diez años del plazo p. m. a., son los derechohabientes del autor los beneficiarios durante el plazo suplementario. En cambio, si la OP fuera publicada después de la expiración del plazo p. m. a., los derechos se asumen por del editor, que obtiene un derecho exclusivo de explotarla durante 10 años p. p. o. (es decir, una vez que la obra ya esté en el dominio público).
- Italia establece un plazo suplementario de 50 años p. p. o., supeditado a que la publicación de la OP se efectúe dentro del plazo de 20 años p. m. a. (es decir, 30 años menos que el plazo general establecido en el convenio de Berna).
- España establece un plazo suplementario 70 años p. p. o., siempre que la divulgación tenga lugar dentro de los 60 años p. m. a. (10 años más que el plazo generalizado).

Tanto en el caso de España como el de Italia, el plazo suplementario sobre obras póstumas solo en favor de los derechohabientes. A su vez, España es el único país de los firmantes del convenio entre los Estados miembros de la UE que contempla un plazo mayor de p. m. a. (mientras la OP está en el dominio privado).

### Normativa en los países de habla hispana

#### España
El artículo 26 del texto refundido de la Ley de Propiedad Intelectual (TRLPI), plasmado en el Real Decreto Legislativo 1/1996, de 12 de abril, establece que los derechos de explotación de una obra creativa duran toda la vida del autor y 70 años después de su muerte o declaración de fallecimiento. El artículo 27 se centra en la divulgación ilícita de obras póstumas, anónimas y seudónimas, que «durarán 70 años desde la creación de éstas, cuando el plazo de protección no sea computado a partir de la muerte o declaración de fallecimiento del autor o autores».
El artículo 30 dispone que los plazos de protección establecidos se computarán desde el día 1 de enero del año siguiente al de la muerte o declaración de fallecimiento del autor o al de la divulgación lícita de la obra, según proceda. Tanto la SGAE como el CEDRO fomentaron la ampliación de la ley en algunos puntos clave; por ejemplo, mientras que la protección de las obras creativas se extiende durante toda la vida del autor y 70 años tras su fallecimiento, en el caso de las obras póstumas, su protección se extiende 70 años desde la fecha de su divulgación.

#### Chile
La Ley n.º 17.336 y sus modificaciones sobre Propiedad Intelectual y Derechos de Autor, que define en su artículo 5.º letra g a una obra póstuma como «aquella que ha sido dada a la publicidad después de la muerte del autor», no contempla normas especiales con respecto a este tipo de obras, por lo que se rigen por las normas generales del derecho de autor.

#### Colombia
Un aspecto interesante del trato de la propiedad intelectual de una obra anónima en el derecho colombiano hace referencia a la unidad conyugal, es decir, los derechos del cónyuge en este aspecto. El artículo 8.º lit. h de la Ley de Derechos de Autor hace constar que una obra póstuma (definida como «aquella que ha sido dada a la publicidad después de la muerte del autor») no tiene una regulación particular en la legislación colombiana, si bien, debido a sus características, puede presentar «problemas muy importantes» en cuanto al régimen de la sociedad conyugal.

#### Perú
La Ley de Derechos de Autor de la República Peruana, define en su capítulo I, artículo 89, a una obra póstuma como aquella «que habiendo fallecido su autor, no fue publicada durante su vida». En su título II, capítulo II, artículo 130, dispone:

En la obra póstuma, son titulares del derecho los causahabientes del autor, considerándose como tal la que no haya sido realizada o publicada en vida del autor o la que éste haya dejado refundida, transformada o corregida a su fallecimiento, que pueda estimarse como obra nueva.

En este respecto, el artículo 149 matiza:
Los que transformen, arreglen o traduzcan una obra, con la autorización de esta Ley y respetando la participación del autor de la obra originaria, serán considerados titulares de la nueva obra derivada.
La ley peruana distingue entre una obra originaria, que es «la constituida por la creación primigenia del autor» y una obra derivada, que «resulta de la transformación autorizada de una obra originaria, en tal medida que la nueva obra llegue a constituir una creación autónoma, mediante su adición, traducción, arreglo, adaptación, o cualquier otra forma modificativa». Esta distinción afecta, entre otros, al trato de una obra póstuma.